# Budynek Komunalnej Kasy Oszczędności Miasta Krakowa
Budynek dawnej Kasy Oszczędności Miasta Krakowa – zabytkowa kamienica, znajdująca się w Krakowie, w dzielnicy I, przy ul. Szpitalnej 13, na Starym Mieście.
Gmach powstał w latach 1881–1883 dla Kasy Oszczędności Miasta Krakowa. Projektowali go Karol Borkowski i Karol Knaus a rozbudowany został w latach 1929–1930 według projektu Stanisława Filipkiewicza i Juliusza Kolarzowskiego. Znany jest głównie z tego, że jego klatkę schodową zdobią witraże projektu Józefa Mehoffera. Na pierwszym piętrze znajduje się witraż z alegorią „Oszczędności”, na drugim z alegorią „Dobrobytu” i łacińską sentencją SUÆ QUISQUE FABER FORTUNÆ (każdy kowalem swego losu). Zostały one wykonane w 1933 r. w Krakowskim Zakładzie Witrażów S.G. Żeleński.
Obecnie w budynku mieści się Bank Pekao SA Oddział III Kraków.
7 grudnia 1983 kamienica została wpisana do rejestru zabytków. Znajduje się także w gminnej ewidencji zabytków.

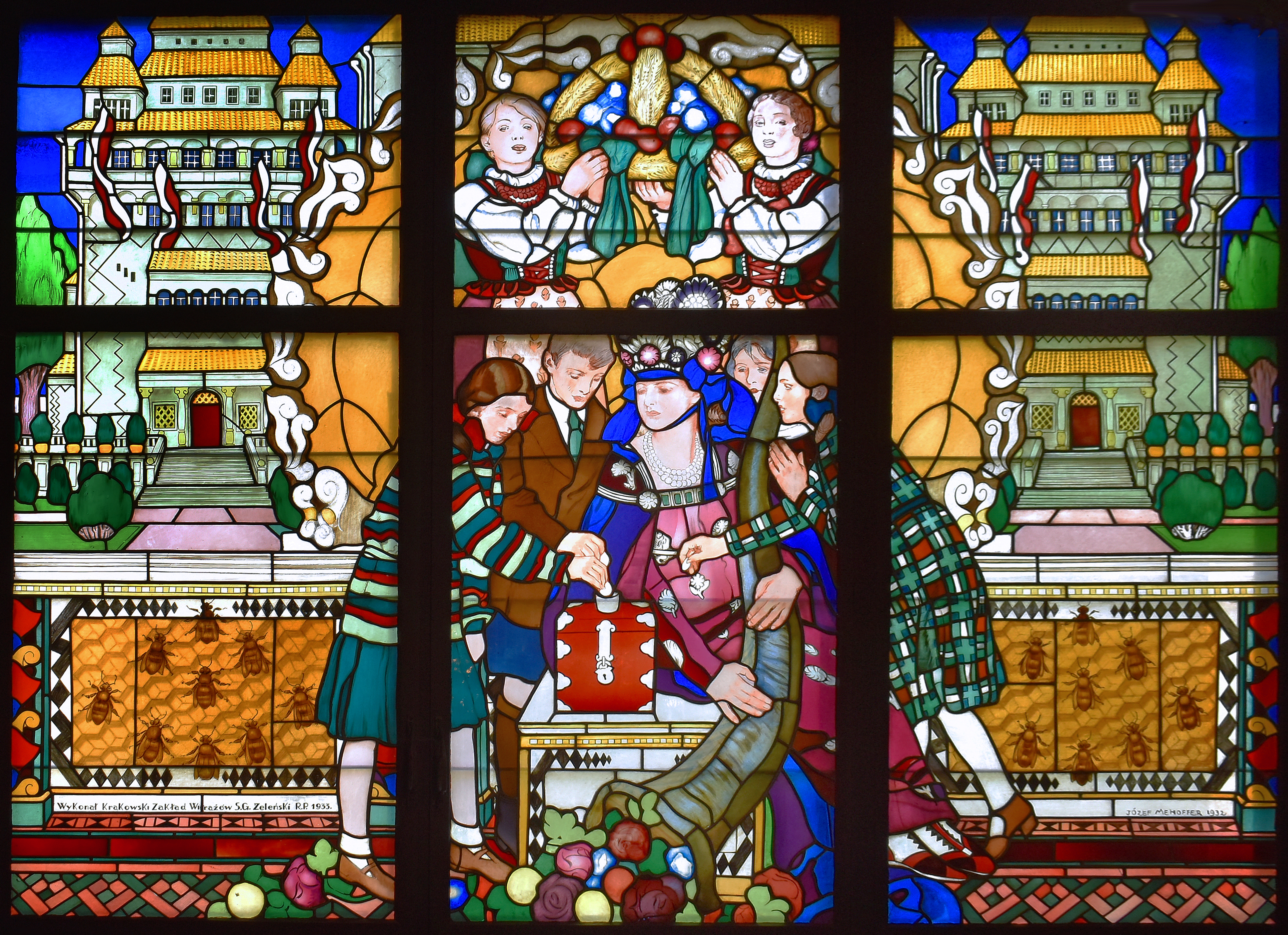
Witraż na I piętrze Alegoria Oszczędności, proj. Józef Mehoffer 1933 r.
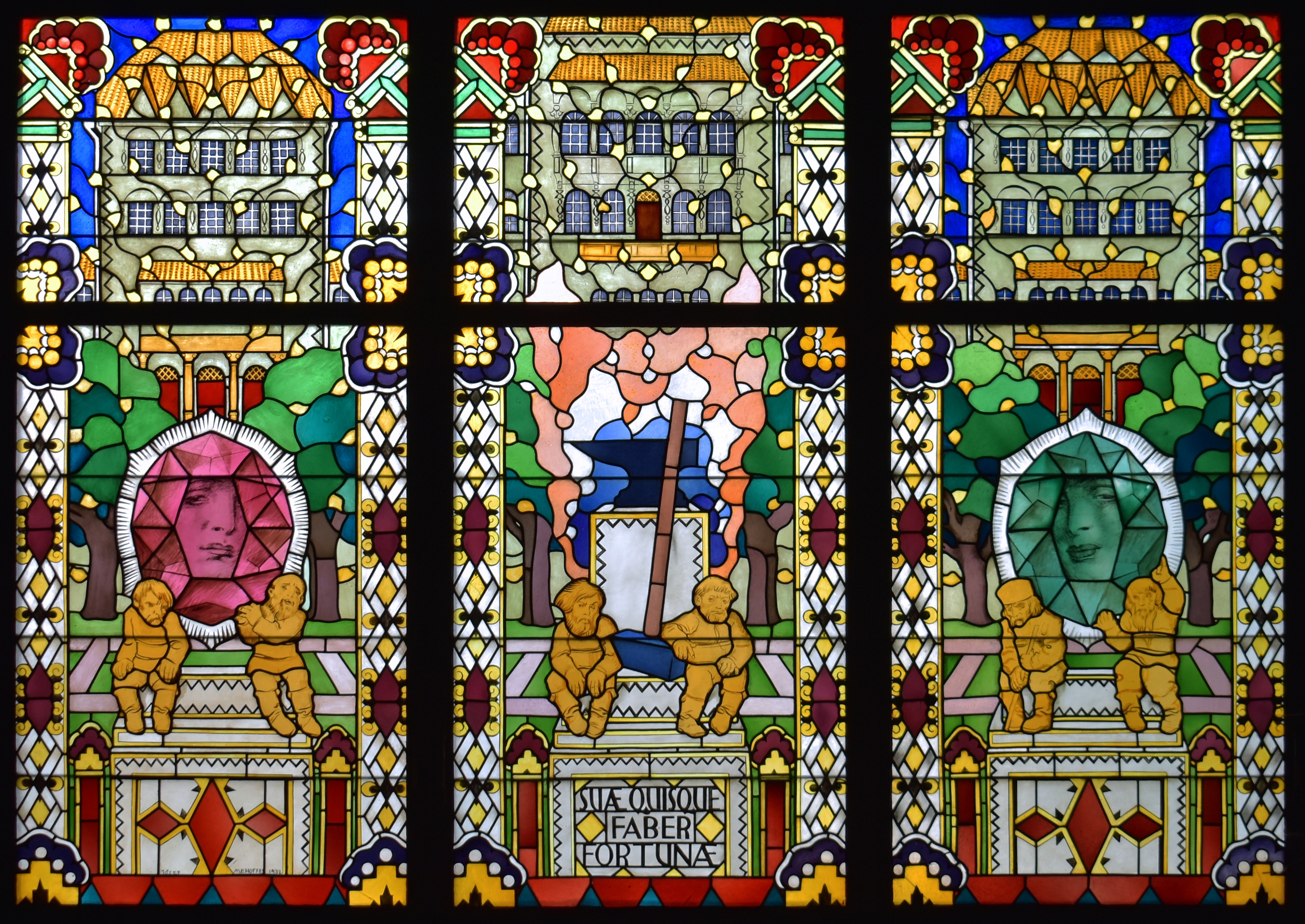
Witraż na II piętrze Alegoria Dobrobytu, proj. Józef Mehoffer 1933 r.
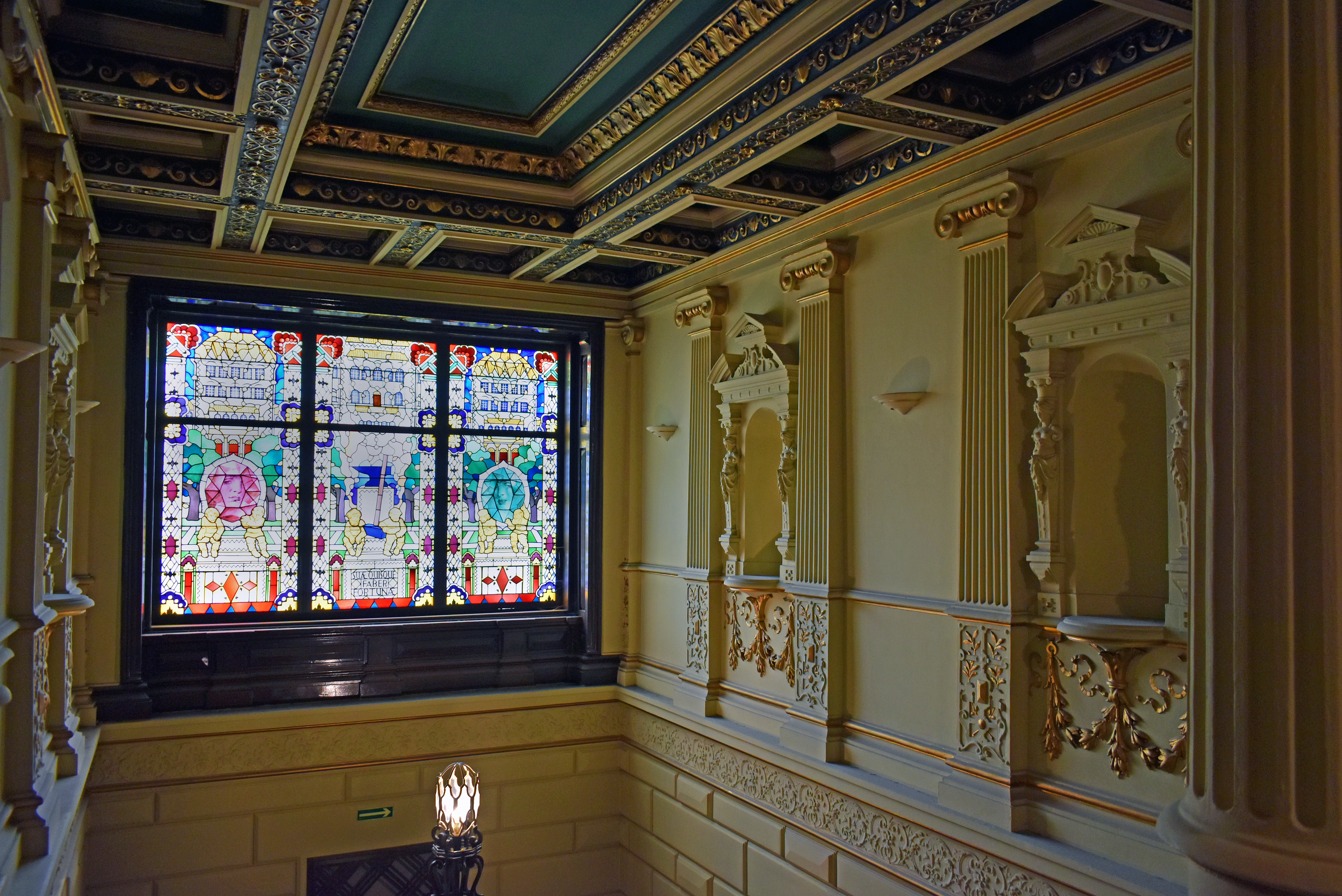
Wnętrze budynku.